# Стоян Димитров (революционер)
Вижте пояснителната страница за други личности с името Стоян Димитров.
Стоян (Стойче) Димитров (Митрев) Стоев е български революционер, деец на Вътрешната македоно-одринска революционна организация.

## Биография
Стоян Димитров е роден в боймишкото село Извор, тогава в Османската империя, днес в дем Пеония, Гърция. Присъединява се към ВМОРО, четник е 7 години при Апостол Петков и Лазар Оревски. Участва в Балканските войни като доброволец в Македоно-одринското опълчение, в Сборната партизанска рота на МОО.
След войните се прехвърля в България, умира в София през 1925 година. „Илюстрация Илинден“ пише, че Димитров „оставя име на голѣмъ родолюбецъ и храбъръ войнъ“.